# Marjorie Carpréaux

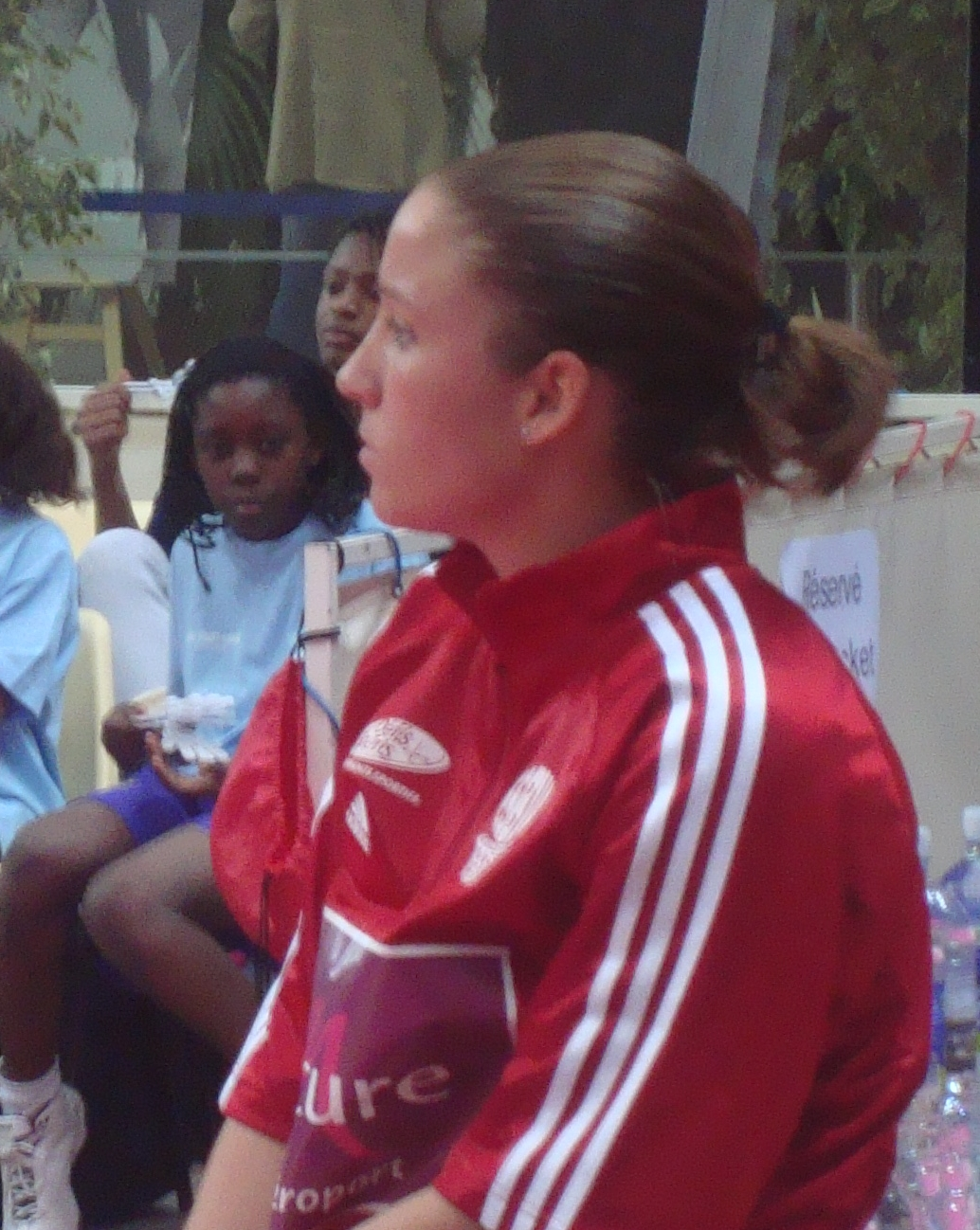
Marjorie Carpréaux 2010

Marjorie Carpréaux (* 17. September 1987 in Boussu) ist eine belgische Basketballspielerin.
Die 1,65 m große Point Guard begann ihre Karriere 2003 bei Novia Namur und wechselte 2005 zu Dexia Namur. Ihr bisher größter Erfolg ist der 5. Platz mit der belgischen U20-Nationalmannschaft bei der Europameisterschaft 2006. 2009 wechselte sie zu Pallacanestro Ribera.
Marjorie Carpréaux belegte mit der belgischen Nationalmannschaft den siebten Platz bei der Europameisterschaft 2007 in Italien.